# Heteropsis oblongifolia
Heteropsis oblongifolia är en kallaväxtart som beskrevs av Carl Sigismund Kunth. Heteropsis oblongifolia ingår i släktet Heteropsis och familjen kallaväxter. Inga underarter finns listade.